# MI作戦
MI作戦（MIさくせん）とは、第二次世界大戦中の1942年6月にミッドウェー島の攻略、米空母部隊撃滅を目的とした日本の作戦。攻略前の空襲作戦でミッドウェー海戦が発生して敗北したことで中止された。
ミッドウェー海戦の詳細は「ミッドウェー海戦」を参照

## 計画
日程の予定
1. 6月5日（4日から変更）、第一機動部隊（第一航空艦隊）は黎明にミッドウェーの北西250浬付近に進出し、ミッドウェー攻撃隊を発進させて同島を奇襲し、所在の敵機、防備施設等を撃滅。状況により同日再度ミッドウェーを攻撃。索敵はミッドウェー付近を広範囲に行い、警戒を厳にする。攻撃隊の半数は敵艦隊の出撃に備えて艦上待機させる[1]。
2. 6月6日、第一機動部隊は、敵情に変化なければ、敵艦隊の出撃に備えつつ、ミッドウェー島の攻撃を続行[1]。
3. 6月7日、攻略部隊はミッドウェー島に上陸。第一機動部隊は、敵情に変化なければ、敵艦隊の出撃に備えつつ、上陸作戦に協力後、同島北方400浬付近に進出し、敵艦隊の出現に備える。同島の基地使用可能の報があれば、各空母に搭載している基地航空部隊の戦闘機を同島に進出させる。爾後14日まで付近海面を機宜行動し敵艦隊の出現に備え、14日以後、命により同海面を離れてトラックに向かう[1]。

目標
MI作戦の主目標はミッドウェー島攻略と米機動部隊（空母部隊）撃滅のどちらにあるのかはっきりしておらず、連合艦隊は米機動部隊撃滅を重視する発言をしていたが、軍令部は主目標を攻略による哨戒基地の前進にあると示していた。軍令部で作戦計画の説明を受けた第一航空艦隊参謀長草鹿龍之介少将と第二艦隊参謀長白石萬隆少将は、ドーリットル空襲の直後だったため、哨戒基地の前進によって米空母による本土再空襲を阻止するものと抵抗なく解釈し、ミッドウェー作戦の主目的は同島攻略という強い先入観を得たという。
また、5月の図上演習で陽動で米艦隊を他に誘導してミッドウェーを攻略する案が出た際、連合艦隊参謀長から陽動をしたら米艦隊を引き出せないと説明したが、この直後、軍令部に基づく大本営命令、総長指示で攻略が主目標に示されたので、白石少将は連合艦隊の解釈が間違っているのではと思ったという。連合艦隊は出撃前に再び米艦隊の撃滅が目的と伝えるが、徹底して伝わらなかった。
4月15日（推定）に上奏された「大東亜戦争第二段作戦帝国海軍作戦計画」には、「主として敵の奇襲作戦を困難ならしむる目的を以て「ミッドウェー」を攻略す」とある。「ミッドウェー」島作戦に関する陸海軍中央協定では、作戦目的は「ミッドウェー島を攻略し同方面よりする敵国艦隊の機動を封止し兼ねて我が作戦基地を推進するに在り」と示している。また、中央協定の項目には「海軍は有力なる部隊を以て攻略作戦を支援すると共に反撃の為出撃し来ることあるべき敵艦隊を捕捉撃滅す」とあるが、要地攻略で敵艦隊が反撃してきた場合に捕捉撃滅するのは常識なのにこの一文を加えたのは重視していたからで、このような表現になったのは反撃が必至とは言えなかったからという意見もある。

## 経過

### 採択
第一段作戦が成功し、第二段作戦が作成される中、連合艦隊は次期作戦構想を立てていた。ハワイ攻略を目指していた連合艦隊長官山本五十六大将は、それが企図できるようになるまでの間にMI作戦、続いてFS作戦を実施する案を作成した。MI作戦はハワイ攻略の準備ではなく、つなぎであったが、この作戦によって米空母を撃滅できれば、ハワイ攻略作戦は容易になるとは見ていた。しかし、軍令部はこの案に反対であった。軍令部では米豪交通を遮断するため、フィジー方面の攻略を計画していた。ミッドウェーも攻略後の防衛は困難で、わざわざ米空母が出撃してくるとは考えにくかった。連合艦隊参謀たちによって交渉が行われ、「山本長官は、この案が通らなければ、連合艦隊司令長官を辞任すると言っている」と伝えて採択を迫ったが、話は進まなかった。そこで連合艦隊は歩みより、一番遠いサモア島は攻略後破壊して引き上げるが、ニューカレドニア島とフィジー諸島は攻略確保することで合意した。連合艦隊はミッドウェーで米空母を撃滅できれば可能と考えていた。
さらに軍令部はミッドウェーと同時にアリューシャン列島西部を攻略し、米航空兵力の西進を押さえるとともに、両地に哨戒兵力を進出させれば、米空母のわが本土近接を一層困難にすることができると判断し、そのためのAL作戦実施を連合艦隊にはかり、連合艦隊でもその必要性を認めていたし、攻略兵力にも余裕があったので直ちにこれに同意した。軍令部第一部長福留繁によれば、「ミッドウェーを攻略しても、劣勢な米艦隊は反撃に出ないのではないかとの懸念が強かった。そこでアリューシャン列島方面への攻略作戦を行えば、同地が米国領であるため、ミッドウェー方面への米艦隊の出撃を強要する補助手段となるだろうとの含みもあり、実施を要望した」という。軍令部一課長富岡定俊によれば、「ミッドウェー作戦の戦術的牽制にもなるだろうと考えた」という。これらの作戦によりミッドウェーとキスカ島間に哨戒機を往復させて米空母が近接するのを防ごうという意見の者もいたが、軍令部航空主務部員の三代辰吉も連合艦隊航空参謀の佐々木彰も、霧などの関係から到底そのような飛行哨戒は不可能と考え、全くその案は考慮しなかったと回想している。
1942年4月5日、海軍の次期作戦構想が内定し、主務者連絡で陸軍に伝えた。ミッドウェー攻略は海軍単独で行うが、できれば陸軍兵力の派出を希望するとした。陸軍参謀本部は、ハワイ攻略の前提ではないことが明言され、海軍単独でも実施してもよいとのことだったので反対できなかった。
4月18日、ドーリットル空襲が発生。米空母によって日本本土が爆撃された。国民から山本長官に非難の投書があり、また山本は以前から本土空襲による物質的、精神的影響を重視しており、一層ミッドウェー作戦を重視したという意見もある。

### 準備
1942年4月28日、連合艦隊は関係者に作戦計画案を配布。その後、図上演習開始まで関係者は第一段作戦の戦訓研究会に出席していたため、作戦計画を深く研究する時間的余裕はなかった。戦艦「大和」において、28日から3日間は連合艦隊第一段階作戦戦訓研究会を実施、5月1日から4日間は第二段作戦の図上演習を実施、図上演習ではハワイ攻略まで行われた。実演は3日午後に終わり、3日夜と4日午前にその研究会を行い、4日午後からは第二期作戦に関する打ち合わせが行われた。
図上演習では、連合艦隊参謀長宇垣纏中将が統監兼審判長兼青軍（日本軍）長官を務め、青軍の各部隊は該当部隊の幕僚が務め、赤軍（アメリカ軍）指揮官は戦艦「日向」艦長松田千秋大佐が務めた。ミッドウェー攻略前にアメリカの空母部隊がハワイから出撃してくる可能性はあったが、赤軍担当の松田は出撃させなかった。ミッドウェー島の攻略中に米空母部隊が出現し、艦隊決戦が発生し、日本の空母に大被害が出て攻略の続行が困難になり、統監部は審判のやり直しを命じ、空母の被害を減らし空母3隻を残し、演習を続行させた。数次の攻撃で空母「加賀」が沈没、さらに空母「赤城」に9発命中して沈没する結果が出たが、宇垣は赤城を3発命中の小破に変更した。爆撃、空戦などの審判官が規則に従って判決を下そうとしたとき、宇垣は日米の戦力係数を3対1にするように命じた。その後、攻略には成功したが、計画より一週間遅れ、艦艇の燃料が足りなくなり、一部の駆逐艦は座礁した。宇垣は「連合艦隊はこのようにならないように作戦を指導する」と明言した。
戦訓分科研究会において、宇垣は第一航空艦隊参謀長草鹿龍之介少将に対し、「敵に先制空襲を受けたる場合、或は陸上攻撃の際、敵海上部隊より側面をたたかれたる場合如何にする」と尋ねると、草鹿は「斯かる事無き様処理する」と答えたため、宇垣が草鹿を追及すると、第一航空艦隊航空参謀源田実中佐が「艦攻に増槽を付したる偵察機を四五〇浬程度まで伸ばし得るもの近く二、三機配当せらるるを以て、之と巡洋艦の零式水偵を使用して側面哨戒に当らしむ。敵に先ぜられたる場合は、現に上空にある戦闘機の外全く策無し」と答えた。そのため宇垣は注意喚起を続けたが、作戦打ち合わせ前に第一航空艦隊はミッドウェー攻撃を二段攻撃として第二次は敵の海上航空部隊に備える案に至ったため、宇垣も安堵した。
研究会で作戦参加者から最も要望されたのが準備が間に合わないことによる作戦延期だった。第二航空戦隊司令官山口多聞少将と一航艦航空参謀源田中佐は作戦に反対と食いついたが、連合艦隊司令部は聞く耳を持たなかった。4日の研究会で、第一航空艦隊参謀長草鹿少将と第二艦隊参謀長白石少将も作戦に反対したが、受け入れられず、5日に再び反対しに行ったが、第二段作戦を手交され、反対せずに帰った。第一航空艦隊は部品が間に合わず、連合艦隊は一日だけ一航艦の出撃延期を認め、6月4日予定の空襲を5日に変更されたが、7日の攻略は変更されていないため、空襲前に攻略部隊船団が敵飛行哨戒圏内に入り、発見されやすくなった。
1942年5月5日、連合艦隊司令長官山本五十六大将に対し、大海令第18号が発令された。
1. 連合艦隊司令長官は陸軍と協力し「AF」（ミッドウェー）及「AO」（アリューシャン）西部要地を攻略すべし。
2. 細項に関しては軍令部総長をして指示せしむ。

「ミッドウェー」島作戦に関する陸海軍中央協定において、「本作戦をMI作戦と呼称す」と定めた。
5月25日、戦艦「大和」でMI作戦における艦隊戦闘の図上演習・兵棋演習、続いて作戦打ち合わせを行い、関係者の思想統一を図った。図上演習はミッドウェー攻略の次の日から始まっており、青軍（日本）はミッドウェー北方に機動部隊、その西方に主力部隊、赤軍（アメリカ）は、主力および空母はオアフ島の南東450海里から西方に急進中の状態から立ち上がった。結果は、日本は空母1隻沈没、2隻損傷、アメリカは空母2隻沈没（全滅）となった。打ち合わせにおいて第一航空艦隊は、部品が間に合わないので延期を要望し、連合艦隊は1日だけ一航艦の出撃延期を認め、6月4日予定の空襲は5日に変更されたが、7日の攻略は変更されていないため、空襲前に攻略部隊船団が敵飛行哨戒圏内に入り、発見される公算が大きくなったが、連合艦隊はこれを敵艦隊誘出に役立つと考えた。

### 実施
1942年5月27日、第一航空艦隊が広島湾柱島から出発。
1942年6月5日、ミッドウェー海戦が発生。日本は空母4隻を損失し、MI作戦は延期となる。1942年7月11日、大海令二十号が発令され、「大海令第十八号に基く連合艦隊司令長官の「ミッドウェイ」島攻略及大海令第十九号に基く連合艦隊司令長官の「ニューカレドニア」「フィジー」諸島並に「サモア」諸島方面要地攻略の任務を解く」と、MI作戦、FS作戦の中止が決定した。